# Castello di Monasterace

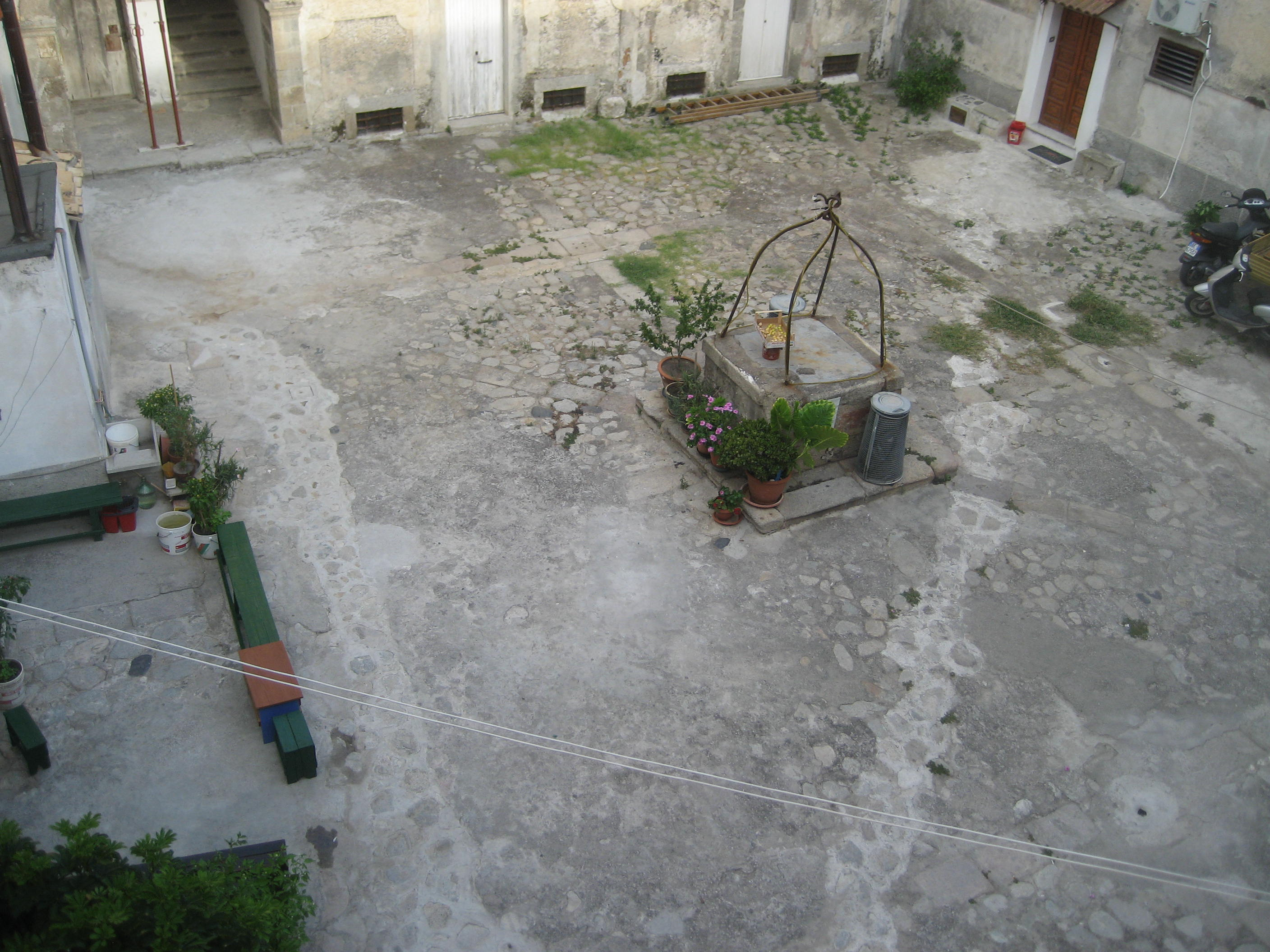
Piazza interna e pozzo del castello

Il castello di Monasterace è un castello medioevale sorto a Monasterace, in provincia di Reggio Calabria.

## Storia
Fu di proprietà dei principi Caracciolo fino al 1464, poi passò di mano agli Arena Concublet che dopo pochi anni lo vendettero nel 1478 a Guglielmo Monaco, per passare successivamente nel 1486 a Silvestro Galeota. Rimase in possesso della sua famiglia col titolo di principi di Monasterace fino al 1654.
In seguito passò di proprietà diverse volte: prima al maestro di Campo Carlo della Gatta, a Giacomo Pignatelli, a Barbara Abenante, al marchese Perrelli, ai Tomacelli, ai Marcucci, al barone Oliva, ed infine nel XX secolo arrivò la famiglia del barone Scoppa di Francia che nel 1919 lo vendette al cavalier Giuseppe Sansotta che divise la proprietà in più parti per poi rivenderle a diverse famiglie, che con ristrutturazioni e rifacimenti motu propriu ne modificarono l'aspetto senza alcun criterio di restauro, bensì di vivibilità e praticità.

## Galleria d'immagini

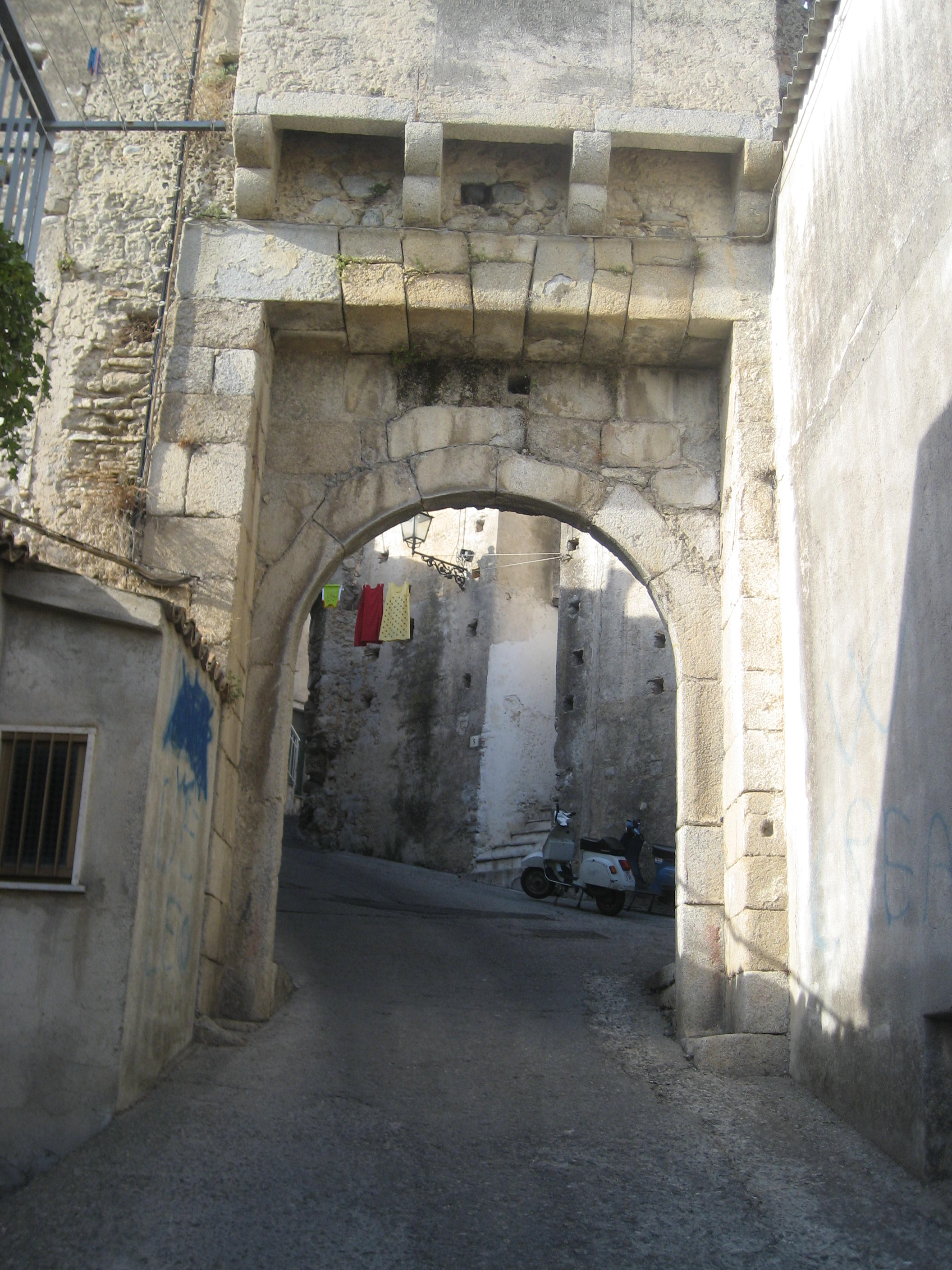
Porta sud del castello
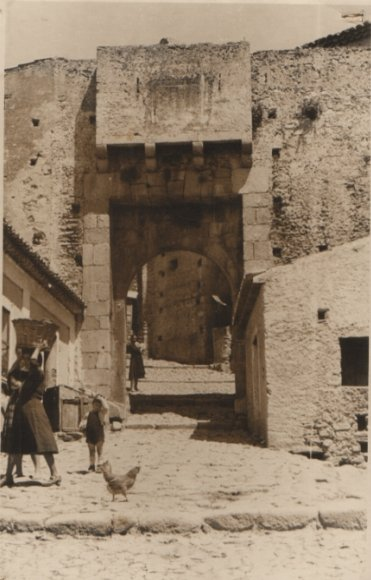
Porta sud del castello (anni '50)
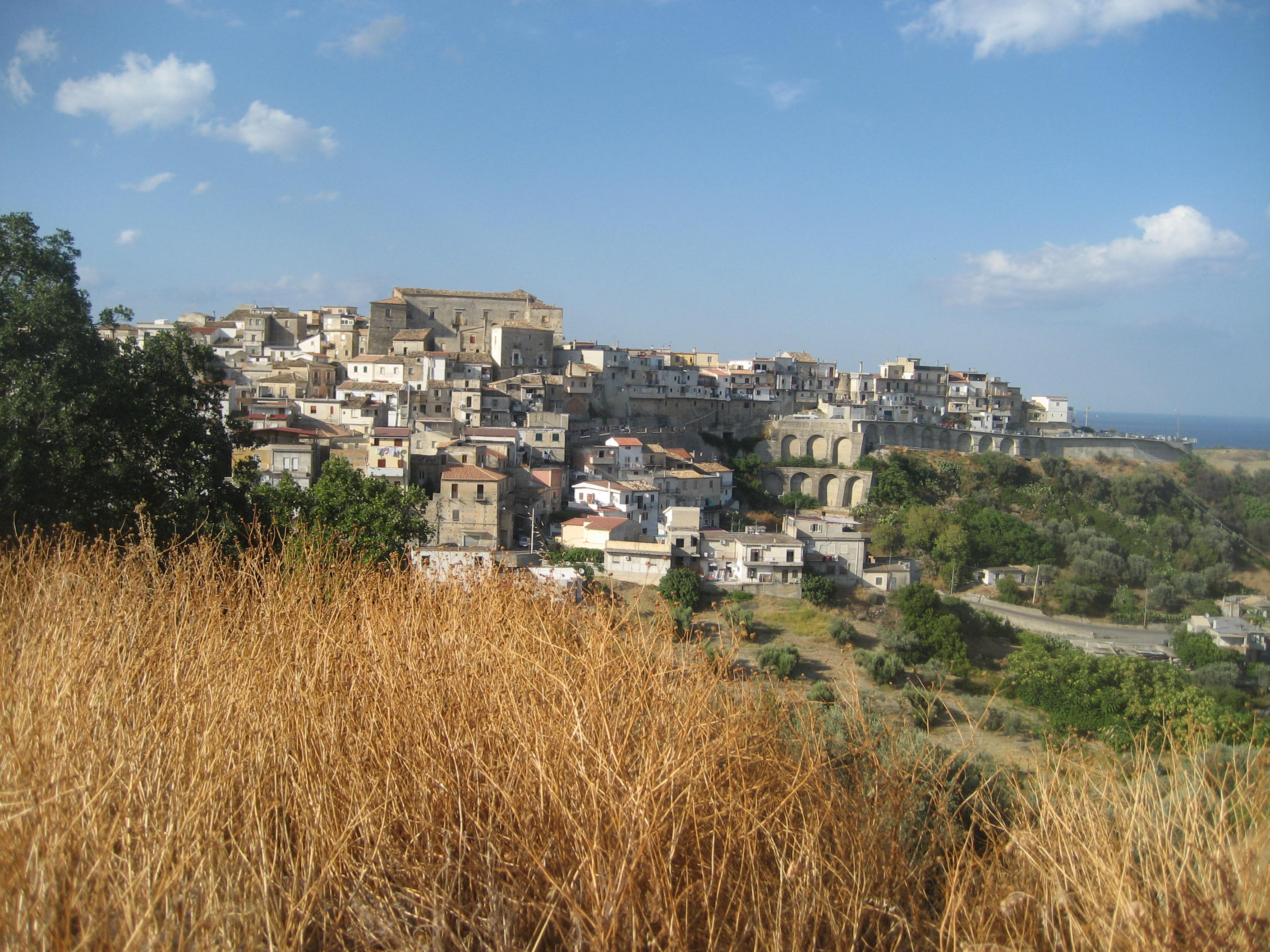
L'ubicazione del castello in relazione al paese di Monasterace
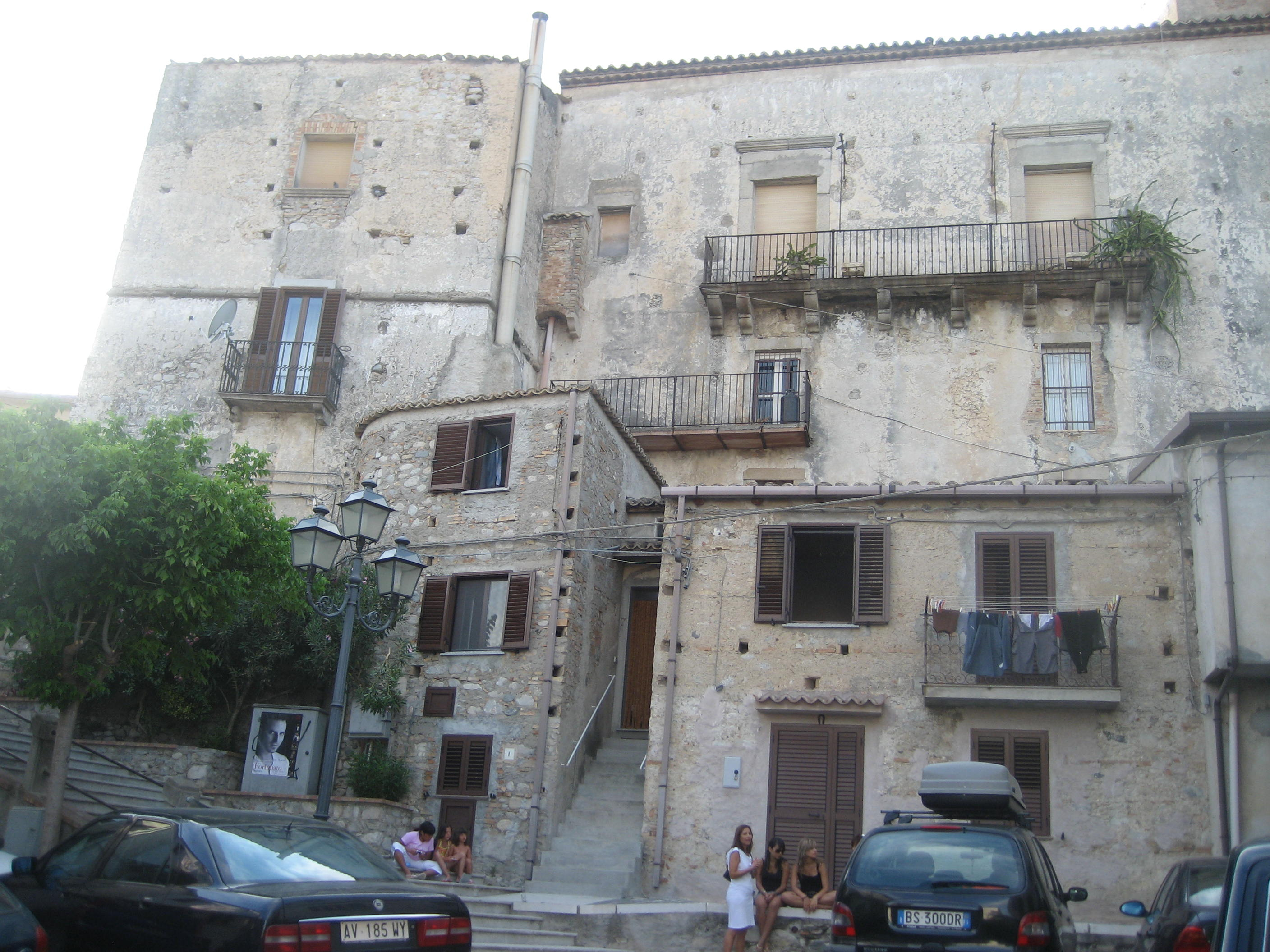
Lato ovest del castello abitato da privati